# Ingesnoerd baardmos
Ingesnoerd baardmos (Usnea cornuta) is een korstmossoort uit de familie Parmeliaceae. Het leeft op bomen en hout. Hij leeft in symbiose met de alg Trebouxioid.

## Determinatie
Ingesnoerd baardmos is een struikvormig korstmos. Het thallus is dof grijsgroen en meestal rechtopstaand en in bosjes, tot 6 cm lang, met de hoofdvertakkingen tot 1,5 mm dik en vertakkingen in brede hoeken. Waar de zijvertakkingen de hoofdsteel raken, is er vaak een vernauwing met een witte ring. Hij wordt niet zwart aan de basis van de hoofdsteel. Kleine soralen en veel isidiën kunnen plekken op de vertakkingen bedekken.
Hij heeft de volgende kleurreacties: Medulla K+ geel, die rood wordt, en Pd+ geel, die oranje/rood wordt.
De asci zijn 8-sporig. De ascosporen zijn eencellig.

## Verspreiding
Ingesnoerd baardmos is in Nederland zeldzaam en staat op de Nederlandse Rode Lijst in de categorie 'Bedreigd'.